# تنام مزين
تنام مزين (الاسم العلمي: Nothoprocta ornata) هو نوع من الطيور يتبع جنس التنام مزيف الخلف من فصيلة التنامية.